# Under Kontrol
Pour l’article ayant un titre homophone, voir Under Control.
Under Kontrol est un groupe de beatbox français, originaire de Paris, Lyon et Marseille. Le groupe est sacré champion du monde de human beatbox en 2009 dans la catégorie Équipe. L'album 1, entièrement composé en beatbox, est publié le 10 octobre 2011.

## Biographie
Under Kontrol est formé en 2007, composé de quatre artistes, en vue d'ajouter au duo Pure Human Music (PHM) déjà vainqueur des Championnats, entre autres, la musicalité de Tiko, et la prestance scénique de Faya Braz. Cette année-là, ils se font remarquer un peu partout en France en prenant part à une tournée aux côtés de Bionic Breath Makers, un autre quatuor de beatboxers, afin de promouvoir le Human Beatbox Festival de Dijon,. En 2008, Under Kontrol multiplie les concerts pour terminer l'année avec le titre de Champions de France à Montpellier, titre qui les qualifient pour les mondiaux de 2009. En 2009 se déroule le deuxième Championnat du Monde à Berlin, organisé par Bee Low/ Beatbox Battle, où le groupe l'emporte face au groupe tchèque Beatburger Band.
Outre ce titre, outre de multiples concerts en France et à l'international, cette année-là, ils font aussi la première partie de Laurent Garnier au Bataclan. Ce dernier, pionnier de la musique électronique en France ayant décidé de faire intervenir du beatbox et du rap dans son nouvel album Tales of a Kleptomaniac, invite Micflow pour le titre Freeverse Part 1. L'année 2010 sera ponctuée par une multitude de concerts, dont un mémorable Street Day devant 10 000 personnes à Lyon et un voyage en Afrique du Sud qui marquera durablement tous les membres du groupe. L'idée d'un album intégralement beatbox germe durant ces trois ans, et l'envie des quatre comparses se réalisera l'année suivante.
En 2011, ils signent au label I.O.T Records (label de la coopérative Full Rhizome), et publie son premier album intitulé 1, le 10 octobre 2011. Ils jouent également aux côtés de musiciens reconnus comme le batteur Bernard Purdie lors de soirées comme le Jazz à Vienne de 2015.

## Membres
Under Kontrol est composé de quatre beatboxers : Micflow, Mr Lips, Tiko et Faya Braz.
Micflow et Mister Lips, plus connus sous le nom PHM / Pure Human Music, viennent de Marseille. Ils participent ensemble au Championnat du monde de human beatbox en 2005 dans la catégorie Équipe, où ils finissent à la troisième place. Ils remportent ensuite chaque championnat national dans la catégorie Équipe, et sont donc double Champions de France 2006 et 2007. Ainsi, ils se qualifient de nouveau pour le championnat du monde à Berlin. Sur scène, ils jouent des rythmiques hip-hop, du drum and bass, du ragga, privilégiant la complémentarité du duo, la technique et l'efficacité des rythmiques utilisées. Les deux membres de Pure Human Music sont en partie à l'origine de l'association Beatbox France, qui a pour but de promouvoir le human beatbox à travers l'hexagone. Ils ont aussi créé l’événement annuel Da Mouth Fight, un battle de human beatbox qui a lieu dans le sud de la France.
Tiko vit à Lyon, et pratique le human beatbox depuis 2001. En dehors de cette pratique, il s'est initié à de nombreux autres instruments, désireux de musicalité et d'expérimentations. Il est à l'origine du projet Human Beatbox Festival, dont la première édition a eu lieu en 2007 à Dijon, rassemblant convention, ateliers, concerts en rapport avec le human beatbox, ainsi que le Championnat National 2007. Le Human Beatbox Festival est maintenant un évènement annuel à l'échelle européenne, voir mondiale, puisque les beatboxeurs viennent du monde entier pour assister et participer au Festival, unique en son genre. Tiko a aussi participé au projet de Robin Martino, le premier mémoire de sociologie concernant la pratique du human beatbox.
Faya Braz alias The Beat Don't Stop, est originaire de Bagnolet en Seine-Saint-Denis (région parisienne), il est membre du groupe de beatbox Ekip d'Art-Hifis. Aux côtés du champion de France 2007, Micspawn avec qui il a écumé toutes les scènes parisiennes et françaises.Considéré comme un pilier de la communauté française, il fait partie des 16 finalistes dans tous les championnats de France.

### Micflow
Micflow, de son prénom Florent, est un beatboxeur français originaire de Marseille. Il est plusieurs fois champion de France et champion du monde de beatbox.

#### Biographie de Micflow
Micflow découvre, adolescent, le beatbox en entendant Rahzel, artiste beatboxer américain, une influence déterminante qui a ouvert la voie dès la fin des années 1990. En 2007, Micflow, Mr Lips, Tiko et Faya Braz forment le premier groupe français 100% beatbox multi-primé Under Kontrol. Micflow sera, au côté de nombreux Beatboxer, un des instigateurs du premier championnat de France de beatbox (à Angers en 2006),. Le beatbox est considéré  comme la cinquième discipline de la culture hip hop (avec le deejaying, le rap, la danse et le graffiti). Le groupe Under Kontrol est sacré champion du monde de human beatbox en 2009, à Berlin, dans la catégorie Équipe. La même année, ils font notamment la première partie de Laurent Garnier au Bataclan. Ce dernier invite Micflow sur son nouvel album "Tales of a Kleptomaniac", dans le titre Freeverse Part 1. L'album 1, entièrement composé en beatbox, est publié en 2011, avec le label I.O.T Records (label de la coopérative Full Rhizome). Les tournées et les collaborations se multiplient, en France et à l'étranger,, ainsi que les croisements avec d'autres styles de musique, à l'image de leur prestation avec le batteur de Funk Bernard Purdie en 2015. En 2016, Micflow fait partie du jury des championnats de France de Beatbox qui se déroulent à Paris. Depuis 2017, il collabore notamment avec Cisco Herzhaft, le bluesman français.

#### Palmarès de Micflow
Championnats du monde par équipe
- Champion de France 2006 par équipe avec Pure Human Music (PHM), duo formé de Micflow et MisterLips
- Champion de France 2007 par équipe avec Pure Human Music (PHM)
- Champion de France 2008 par équipe avec Under Kontrol (Micflow, Mr Lips, Tiko et Faya Braz)
- Champion du Monde 2009 par équipe avec Under Kontrol[20]
- Vice-Champion du Monde par équipe 2015 avec Under Kontrol